# حارة قاع صرف (صنعاء)
حارة قاع صرف هي إحدى حارات حي صرف بمديرية شعوب إحد مديريات العاصمة اليمنية صنعاء، بلغ تعداد سكانها 671 نسمة حسب تعداد اليمن لعام 2004.